# بوتیکاپترد
بوتْیْکاپِتِرد (به مجاری:  Botykapeterd) یک شهرداری در مجارستان است که در ناحیه سیگت‌وار واقع شده‌است. بوتیکاپِتِرد ۱۷٫۴۲ کیلومتر مربع مساحت و ۳۷۶ نفر جمعیت دارد.